# Песента на моряците
„Песента на моряците“ (на немски: Das Lied der Matrosen) е източногермански военен филм от 1958 година на режисьорите Курт Метциг и Гюнтер Райш с участието на Хилмар Тате, Раймунд Шелхер и Гюнтер Симон.

## Сюжет
Внимание:  Текстът по-долу разкрива сюжета на произведението (или части от него)!
1917 година. Когато новината за Октомврийската революция в Русия разтърсва света, Германското военноморско командване, притеснявайки се от метеж, решава да изпрати всичките си бойни кораби на самоубийствена мисия в Ламанша. Моряците Албин Кьобис и Макс Райхпитш са осъдени на смърт за политическа дейност срещу империята. Когато морякът социалист Щайгерт (Гюнтер Симон), член на отряда за екзекуцията, отказва да изправи оръжието си срещу двамата колеги, той е арестуван. На крайцера „Принц Хайнрих“ приятелите на Щайгерт, Ленц (Раймунд Шелхер), Лобке (Улрих Тейн), Кастен (Хорст Кубе) и Бартушек (Хилмар Тате) слушат по радиото призив за мир на Владимир Ленин към цялото човечество. Бавно моряците в Кил, членове на различни социалистически организации, започват да осъзнават необходимостта от революция. Те вдигат въстание срещу офицерите, но политическите им различия довеждат до бързото потушаване на бунта. В крайна сметка много от оцелелите бунтовници присъстват на конференцията по учредяването на новата „Комунистическа партия на Германия“.

## В ролите
- Хилмар Тате като Лудвиг Бартушек
- Раймунд Шелхер като Аугуст Ленц
- Гюнтер Симон като Ерих Щайгерт
- Улрих Тейн като Хене Лобке
- Хорст Кубе като Йенс Кастен
- Щефан Лисевски като Юп Кьониг
- Йохен Томас като Себастиян Хубер
- Владимир Гуляев като Гриша
- Дитмар Кламанд като Кудел Кьониг
- Елфрида Нее като Берта Кьониг
- Екехард Шал като Шукерт
- Адолф Петер Хофман като Голвитц
- Волфганг Лангхоф като адвоката
- Зигфрид Вайс като капитана
- Ханс-Улрих Лауфер като картечаря
- Ханс-Хартмут Крюгер като офицера
- Фред Делмаре като моряка
- Сабина Талбах като дамата

## Продукция
Снимките на филма започват на 3 юни 1958 година и двамата режисьори разделят екипа на две части, всяка от които работи поотделно. Първият екип заснема сцените с участието на офицерите и адмиралите, а другият – тези с моряците и тълпите. Филмът е най-мащабната за времето си продукция на ДЕФА, за която като статисти са използвани 15 хилади работници, войници и милиционери. Тъй като градът, в който протича въстанието – Кил, по това време се намира на територията на ФРГ, за снимките се изграждат специални декори в Гьорлиц и Росток.